# 勒普拉
勒普拉（法語：Le Pla，法語發音：[lə pla]）是法国阿列日省的一个市镇，属于富瓦区。

## 地理
勒普拉（42°42'56"N, 2°4'50"E）面积12.97 平方千米，位于法国奧克西塔尼大區阿列日省，该省份为法国西南部内陆省份，西部和北部与上加龙省接壤，东临奥德省，东南至东比利牛斯省接壤，南与安道尔和西班牙接壤。
与勒普拉接壤的市镇（或旧市镇、城区）包括：阿尔蒂格、勒皮什、凯里居特、鲁兹、丰拉比乌斯、皮瓦拉多尔。

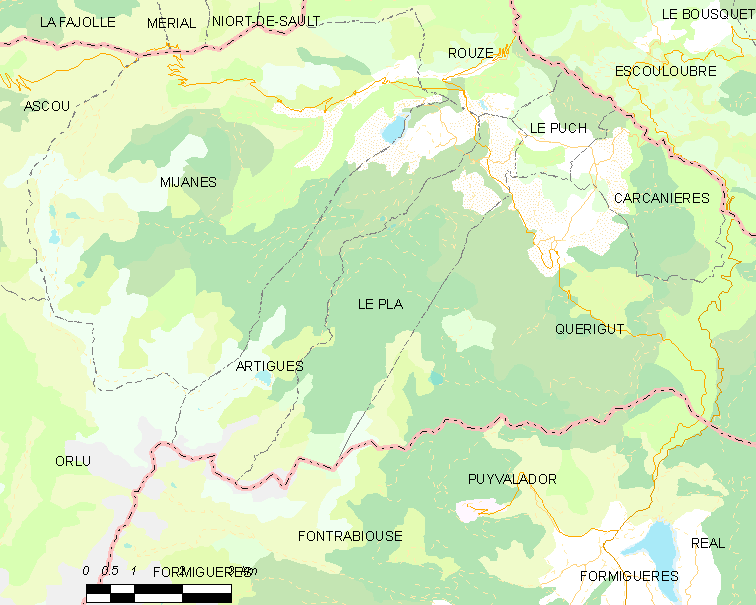
勒普拉的OSM定位图

勒普拉的时区为UTC+01:00、UTC+02:00（夏令时）。

## 行政
勒普拉的邮政编码为09460，INSEE市镇编码为09230。

## 政治
勒普拉所属的省级选区为上阿列日县。

## 人口

1962-2008年间勒普拉人口变化图示

勒普拉于2022年1月1日时的人口数量为61人。